# Rentner Partei Deutschland
Die Rentner Partei Deutschland (Kurzbezeichnung: RENTNER) war eine deutsche Kleinpartei, die 2002 gegründet wurde und sich 2016 auflöste.

## Programmatik
Die Programmatik der Rentner Partei Deutschland konzentrierte sich auf die Politikfelder Altersvorsorge, Gesundheit und Bildung. Sie war auf eine Absicherung des Ruhestandes für alle Generationen und die Erhaltung der Sozialpolitik des Staates ausgerichtet. Im Bereich der Altersvorsorge gehörte die Forderung nach einer Reform der gesetzlichen Rentenversicherung zu den Kernaussagen. Hier wurde neben dem Wegfall der Beitragsbemessungsgrenzen und Rentenformeln sowie der Doppelbesteuerung der gesetzlichen Rente eine unabhängige Selbstverwaltung der Rentenversicherung als Lösung angeboten.

## Geschichte
Die Partei wurde im Jahre 2002 vom damals 69-jährigen Horst Schüler in Kassel gegründet. Im Gegensatz zur damals bereits bestehenden Partei Die Grauen beschäftigten sich Schüler und die Rentner Partei nicht mit Altersdiskriminierung, sondern konzentrierten sich auf das Thema Rentenversicherung.
Zur Europawahl 2009 stellte sich die Partei erstmals zur Wahl. Mit 212.501 Stimmen kam die Partei auf einen Anteil von 0,8 %. Obwohl das Bundesverfassungsgericht 2012 die Fünf-Prozent-Hürde bei Europawahlen für verfassungswidrig erklärte, wurde die Sitzverteilung nicht rückwirkend geändert, weshalb die Rentner Partei kein Mandat bekam. Allerdings hatte sie die Hürde der Parteienfinanzierung übersprungen. Bei der Bundestagswahl 2009 erzielte die Rentner Partei 0,1 %.
In den Jahren 2009 und 2010 wurde zwischen der Rentner Partei und der konkurrierenden Rentnerinnen- und Rentner-Partei (RRP) über eine Fusion verhandelt. Auch mit den Parteien Deutsche Demokratische Partei (ddp) und Allianz der Mitte (AdM) wurden Gespräche über eine Vereinigung geführt. Bei der Landtagswahl im Mai 2010 in Nordrhein-Westfalen wurden die RENTNER von der RRP unterstützt. Im Sommer 2010 wollten die Bundesparteitage beider Parteien die Vereinigung beschließen, die Fusion kam aber nicht zustande. In der Folge kam es zu vermehrten Übertritten zum Teil ganzer Verbände von Rentner Partei zu RRP und umgekehrt.
Im Herbst 2013 kam es zu internen Streitigkeiten, so dass ab November 2013 zwei Bundesvorstände bestanden, die sich jeweils für den legitimen Vorstand hielten. Vorsitzende waren Rainer Liermann bzw. Ronald Harder. Zur Europawahl in Deutschland 2014 reichten beide Gruppen Landeslisten ein, konnten aber beide nicht die notwendigen Unterstützungsunterschriften sammeln. Schließlich benannte sich die Gruppe um Liermann in Partei für Rentner und Familien um.
Im April 2014 wurde Günter Pfeiffer Parteivorsitzender. Am 21. Mai 2016 löste sich die Partei auf.

## Wahlen
Die Rentner Partei Deutschland trat bei der Europawahl 2009 in Deutschland an. Sie erhielt dort 212.113 Stimmen und erzielte damit ein Ergebnis von 0,8 %.
Zur Bundestagswahl 2009 trat die Partei in den Ländern Schleswig-Holstein, Hamburg und Nordrhein-Westfalen mit Landeslisten an, in Bayern scheiterte sie an fehlenden Unterstützungsunterschriften. Weiterhin nahm die Partei an der Landtagswahl in Schleswig-Holstein 2009 teil.
Beiden Listen der Rentnerpartei Deutschland wurde die Teilnahme an der Europawahl in Deutschland 2014 durch den Bundeswahlausschuss am 14. März 2014 versagt.
| Wahlergebnisse              | Wahlergebnisse     | Wahlergebnisse |
| --------------------------- | ------------------ | -------------- |
| Europaparlament             | 7. Juni 2009       | 0,8 %          |
| Bundestag                   | 27. September 2009 | 0,1 %          |
| Landtag Schleswig-Holstein  | 27. September 2009 | 0,6 %          |
| Landtag Nordrhein-Westfalen | 9. Mai 2010        | 0,5 %          |
| Bürgerschaft Hamburg        | 20. Februar 2011   | 0,5 %          |
| Bundestag                   | 22. September 2013 | 0,1 %          |
| Bürgerschaft Hamburg        | 15. Februar 2015   | 0,3 %          |

## Auflösung
Am 21. Mai 2016 stellte der Bundesparteivorstand auf dem Parteitag den Antrag zur Auflösung. Als Grund hierfür gab die Partei in einer Meldung auf ihrer Homepage innere Streitigkeiten und Behinderungen der politischen Arbeit, welche gezielt durch „Maulwürfe“ ausgelöst worden seien, an.